# National-Bewegong
Die National-Bewegong (deutsch National-Bewegung, französisch Mouvement national), kurz NB, war eine rechtsextreme Partei in Luxemburg.
Am 5. Mai 1987 gründeten die Mitglieder Patrick Birchem, Marc Peffer und Pierre Peters in Tetingen die GREng National Bewegung. Die Partei ließ sich aber später umtaufen, womit sie sich ab diesem Tage National-Bewegong nannte. Die Partei fand ihre Gunst der Bekanntheit bei den Parlamentswahlen im Jahre 1989 unter der Führung des Aktivisten Pierre Peters. Auf europäischer Ebene erhielt die Partei 2,9 % aller gültigen Stimmen. Auch bei den Gemeindewahlen bekam die Partei lediglich 1506 Stimmen, was nicht zu einem Sitz reichte.
Anschließend trat die Partei nochmals am 12. Juni 1994 für die Parlamentswahlen an. Zu dieser Zeit kam es in Luxemburg mehr denn je zu täglichen Auseinandersetzungen mit Demonstranten. Man vermutete sogar, dass die Partei einen Sitz im Parlament bekommen könnte. Die Partei zählte zuletzt 1.300 Mitglieder und trat bei den Parlamentswahlen im Jahre 1999 nicht mehr an. Die Partei startete auch eine Petition mit dem Slogan „Petition fir europäesch Identitéit“ (dt. „Petition für europäische Identität“). Auch Sprüche wie „Ech si stolz Lëtzebuerger ze sin“ (dt. „Ich bin stolz Luxemburger zu sein“) oder „Lëtzebuerg de Lëtzebuerger“ (dt. „Luxemburg den Luxemburgern“) brandmarkten ihre Ideologie in der Bevölkerung.